# Djoliba AC
El Djoliba Athletic Club, conocido como Djoliba AC, es un equipo de fútbol de Malí que juega en la Primera División de Malí, la liga de fútbol más importante del país.

## Historia
Fue fundado en 1960 en la capital Bamako por la fusión del Africa Sport Bamako y el Foyer du Soudan (2 de los equipos más fuertes durante la época de colonización francesa) y es uno de los 2 equipos más poderosos del fútbol en el país junto al Stade Malien.

## Palmarés
- Primera División de Malí: 24

1960, 1966, 1967, 1968, 1971, 1973, 1974, 1975, 1976, 1979, 1982, 1985, 1988, 1990, 1992, 1996, 1997, 1998, 1999, 2004, 2008, 2009, 2012, 2022, 2024
- Copa de Malí: 20

1965, 1971, 1973, 1974, 1975, 1976, 1977, 1978, 1979, 1981, 1983, 1993, 1996, 1998, 2003, 2004, 2007, 2008, 2009, 2022
- Super Copa Nacional de Malí: 8

1993, 1994, 1997, 1999, 2008, 2012, 2013, 2022

## Participación en competiciones de la CAF

#### Por competición
Nota: En negrita competiciones activas.
| Competición                         | Temp. | PJ  | PG | PE | PP | GF  | GC  | Dif. | Puntos | Títulos | Subtítulos |
| ----------------------------------- | ----- | --- | -- | -- | -- | --- | --- | ---- | ------ | ------- | ---------- |
| Liga de Campeones de la CAF         | 9     | 30  | 8  | 10 | 12 | 30  | 34  | -4   | 34     | –       | –          |
| Copa Africana de Clubes Campeones   | 11    | 46  | 20 | 13 | 13 | 48  | 36  | +12  | 73     | –       | –          |
| Copa Confederación de la CAF        | 8     | 53  | 23 | 15 | 15 | 53  | 39  | +14  | 84     | –       | –          |
| Copa CAF                            | 4     | 16  | 7  | 1  | 8  | 18  | 17  | +1   | 22     | –       | –          |
| Recopa Africana                     | 5     | 22  | 8  | 7  | 7  | 15  | 14  | +1   | 31     | –       | –          |
| Total                               | 37    | 167 | 66 | 46 | 55 | 164 | 140 | +24  | 244    | 0       | 0          |
| Actualizado a la Temporada 2021-22. |       |     |    |    |    |     |     |      |        |         |            |

### Liga de Campeones de la CAF
| Temporada | Ronda            | Club               | Local | Visita | Global       |
| --------- | ---------------- | ------------------ | ----- | ------ | ------------ |
| 1997      | Primera Ronda    | Club Africain      | 1-1   | 2-3    | 3-4          |
| 1998      | Primera Ronda    | Hearts of Oak      | 0-0   | 0-1    | 0-1          |
| 1999      | Primera Ronda    | Cotonsport Garoua  | 2-0   | 1-3    | 3-3 (v.)     |
| 1999      | Segunda Ronda    | Raja Casablanca    | 2-1   | 1-2    | 3-3 (2-4 p.) |
| 2000      | Primera Ronda    | ASFA Yennenga      | 1-1   | 2-2    | 3-3 (v.)     |
| 2000      | Segunda Ronda    | Espérance de Tunis | 1-1   | 2-3    | 3-4          |
| 2005      | Ronda Preliminar | Douanes            | 1-1   | 0-1    | 1-2          |
| 2010      | Ronda Preliminar | Al-Ahly Benghazi   | 1-0   | 0-0    | 1-0          |
| 2010      | Primera Ronda    | ASC Linguère       | 1-0   | 0-1    | 1-1 (4-3 p.) |
| 2010      | Segunda Ronda    | Mazembe            | 0-1   | 0-3    | 0-4          |
| 2011      | Ronda Preliminar | East End Lions     | 2-0   | 2-0    | 4-0          |
| 2011      | Primera Ronda    | ASC Diaraf         | 1-1   | 0-3    | 1-4          |
| 2012      | Primera Ronda    | URA SC             | 2-0   | 2-0    | 4-0          |
| 2012      | Segunda Ronda    | Sunshine Stars     | 1-1   | 0-1    | 1-2          |
| 2013      | Primera Ronda    | Saint-George SA    | 1-1   | 1-2    | 2-3          |

### Copa Africana de Clubes Campeones
| Temporada | Ronda            | Club              | Local | Visita | Global |
| --------- | ---------------- | ----------------- | ----- | ------ | ------ |
| 1967      | Primera Ronda    | Invincible Eleven | w/o1  | w/o1   | w/o1   |
| 1967      | Cuartos de final | Hafia             | 2-1   | 0-0    | 2-1    |
| 1967      | Semifinales      | Asante Kotoko     | 1-1   | 1-2    | 2-3    |
| 1972      | Primera Ronda    | ASFA Ouagadougou  | 1-0   | 3-1    | 4-1    |
| 1972      | Segunda Ronda    | ASFA Dakar        | 2-0   | 0-2    | 2-2 2  |
| 1972      | Cuartos de final | Hafia             | 2-1   | 0-3    | 2-4    |
| 1974      | Primera Ronda    | Bendel Insurance  | 2-0   | 0-1    | 2-1    |
| 1974      | Segunda Ronda    | CARA Brazzaville  | 0-0   | 0-3    | 0-3    |
| 1975      | Primera Ronda    | Mighty Blackpool  | 2-0   | 1-0    | 3-0    |
| 1975      | Segunda Ronda    | Lomé I            | 1-1   | 2-3    | 3-4    |
| 1976      | Primera Ronda    | Real de Banjul    | 2-0   | 2-0    | 4-0    |
| 1976      | Segunda Ronda    | Hafia             | 2-1   | 0-2    | 2-3    |
| 1977      | Primera Ronda    | UDIB              | 5-0   | 1-0    | 6-0    |
| 1977      | Segunda Ronda    | SC Gagnoa         | 1-1   | 3-1    | 4-2    |
| 1977      | Cuartos de final | Lomé I            | 2-0   | 0-1    | 2-1 3  |
| 1980      | Primera Ronda    | AS Niamey         | 2-0   | 1-0    | 3-0    |
| 1980      | Segunda Ronda    | Hearts of Oak     | 1-1   | 0-1    | 1-2    |
| 1983      | Primera Ronda    | Hafia             | 0-0   | 0-1    | 0-1    |
| 1989      | Primera Ronda    | Horoya AC         | 1-0   | 0-0    | 1-0    |
| 1989      | Segunda Ronda    | Mighty Blackpool  | 0-0   | 1-2    | 1-2    |
| 1991      | Primera Ronda    | ASC Port Autonome | 1-0   | 0-0    | 1-0    |
| 1991      | Segunda Ronda    | Club Africain     | 0-0   | 0-2    | 0-2    |
| 1993      | Ronda Preliminar | ASC Sonader       | 1-0   | 1-1    | 2-1    |
| 1993      | Primera Ronda    | ASEC Mimosas      | 1-1   | 0-2    | 1-3    |

1- Invincible Eleven abandonó el torneo.

2- Djoliba clasificó debido a que el ASFA Dakar se rehusara a jugar el desempate en los penales, por lo que fueron expulsados del torneo y vetados de los torneos de la CAF por 3 años.

3- Djoliba fue descalificado por no pagar las deudas que tenía con la CAF.

### Copa Confederación de la CAF
| Temporada | Ronda             | Club               | Local | Visita | Global       |
| --------- | ----------------- | ------------------ | ----- | ------ | ------------ |
| 2008      | Primera Ronda     | Satellite FC       | 2-0   | 1-0    | 3-0          |
| 2008      | Segunda Ronda     | AS Mangasport      | 3-1   | 2-1    | 5-2          |
| 2008      | Tercera Ronda     | Club Africain      | 0-0   | 0-0    | 0-0 (3-5 p.) |
| 2010      | Tercera Ronda     | CR Belouizdad      | 0-0   | 1-1    | 1-1 (v.)     |
| 2010      | Fase de grupos    | Al-Hilal Omdurmán  | 2-0   | 1-2    | 3º lugar     |
| 2010      | Fase de grupos    | ASFAN Niamey       | 1-0   | 0-0    | 3º lugar     |
| 2010      | Fase de grupos    | Al-Ittihad Trípoli | 0-1   | 0-2    | 3º lugar     |
| 2012      | Tercera Ronda     | Club Africain      | 2-0   | 0-2    | 2-2 (4-3 p.) |
| 2012      | Fase de grupos    | AC Léopards        | 1-1   | 0-3    | 1º lugar     |
| 2012      | Fase de grupos    | Stade Malien       | 2-1   | 2-0    | 1º lugar     |
| 2012      | Fase de grupos    | WAC Casablanca     | 2-1   | 2-1    | 1º lugar     |
| 2012      | Semifinales       | Al-Hilal Omdurmán  | 2-0   | 0-2    | 2-2 (7-6 p.) |
| 2012      | Final             | AC Léopards        | 2-2   | 1-2    | 3-4          |
| 2015      | Primera Ronda     | Petrojet           | 2-1   | 0-0    | 2-1          |
| 2015      | Segunda Ronda     | Hearts of Oak      | 1-2   | 1-0    | 2-2 (v.)     |
| 2017      | Primera Ronda     | Al-Masry           | 2-0   | w/o1   | 2-3          |
| 2018      | Ronda Preliminar  | ELWA United        | w/o2  | w/o2   | w/o2         |
| 2018      | Primera Ronda     | APR FC             | 1-0   | 1-2    | 2-2 (v.)     |
| 2018      | Ronda de Play-Off | MFM FC             | 0-0   | 1-0    | 1-0          |
| 2018      | Fase de grupos    | Enyimba            | 0-1   | 0-2    | 4º lugar     |
| 2018      | Fase de grupos    | CARA Brazzaville   | 2-0   | 0-1    | 4º lugar     |
| 2018      | Fase de grupos    | Williamsville AC   | 1-1   | 0-0    | 4º lugar     |
| 2018-19   | Ronda Preliminar  | Génération Foot    | 0-1   | 0-0    | 0-1          |
| 2019-20   | Primera Ronda     | Maranatha          | 1-1   | 2-1    | 3-2          |
| 2019-20   | Ronda de Play-Off | Elect-Sport        | 4-0   | 1-0    | 5-0          |
| 2019-20   | Fase de grupos    | Horoya AC          | 0-0   | 0-1    | 3º lugar     |
| 2019-20   | Fase de grupos    | Al-Nasr Benghazi   | 0-1   | 1-1    | 3º lugar     |
| 2019-20   | Fase de grupos    | Bidvest Wits       | 1-0   | 2-0    | 3º lugar     |

1- La FIFA suspendió a la Federación Maliense de Fútbol el 17 de marzo de 2017, por lo que los representantes de Malí en torneos internacionales fueron descalificados en la temporada 2017.

2- ELWA United abandonó el torneo.

### Copa CAF
| Temporada | Ronda            | Club                   | Local | Visita | Global   |
| --------- | ---------------- | ---------------------- | ----- | ------ | -------- |
| 1992      | Primera Ronda    | USC Bobo Dioulasso     | 2-1   | 0-1    | 2-2 (v.) |
| 1995      | Primera Ronda    | Sanga Balende          | 2-0   | 0-1    | 2-1      |
| 1995      | Segunda Ronda    | Shooting Stars         | 2-0   | 0-1    | 2-1      |
| 1995      | Cuartos de final | Inter Club Brazzaville | 0-2   | 2-1    | 2-3      |
| 2002      | Primera Ronda    | NPA FC                 | 3-0   | 1-2    | 4-2      |
| 2002      | Segunda Ronda    | Maranatha              | 1-0   | 1-2    | 2-2 (v.) |
| 2002      | Cuartos de final | JS Kabylie             | 0-0   | 1-2    | 1-2      |
| 2003      | Primera Ronda    | 105 Libreville         | 3-1   | 0-3    | 3-4      |

### Recopa Africana
| Temporada | Ronda            | Club                    | Local | Visita | Global   |
| --------- | ---------------- | ----------------------- | ----- | ------ | -------- |
| 1981      | Primera Ronda    | RC Daloa                | 1-0   | 1-2    | 2-2 (v.) |
| 1981      | Segunda Ronda    | Semassi                 | 3-0   | 1-0    | 4-0      |
| 1981      | Cuartos de final | Gor Mahia               | 2-0   | 0-1    | 2-1      |
| 1981      | Semifinales      | Stationery Stores       | 0-0   | 0-1    | 0-1      |
| 1982      | Primera Ronda    | Requins de l'Atlantique | 1-0   | 0-0    | 1-0      |
| 1982      | Segunda Ronda    | Union Douala            | 3-0   | 1-0    | 4-0      |
| 1982      | Cuartos de final | Vita Club               | 1-0   | 0-0    | 1-0      |
| 1982      | Semifinales      | Power Dynamos           | 0-0   | 1-2    | 1-2      |
| 1984      | Primera Ronda    | Great Olympics          | 0-4   | 0-0    | 0-4      |
| 1985      | Primera Ronda    | MP Oran                 | 0-0   | 0-2    | 0-2      |
| 1994      | Primera Ronda    | NA Hussein Dey          | 0-0   | 0-2    | 0-2      |

## Jugadores

### Jugadores destacados
- Lawrence Doe
- Souleymane Dembele
- Makan Keita
- Amadou Sidibé
- Bakayoko Seko
- Boubacar Bangoura